# Toshio Suzuki (producent)
Toshio Suzuki (japanska: 鈴木 敏夫, Suzuki Toshio?), född 19 augusti 1948 i Nagoya, är en japansk filmproducent. Han är känd för sitt långvariga samarbete med Hayao Miyazaki och för sin medverkan till skapandet av Studio Ghibli, som han tidigare varit styrelseordförande för. Suzuki har sedan 1991 varit studions huvudsakliga producent och är därmed en av Japans mest framgångsrika filmproducenter.

## Biografi
Suzuki tog 1972 examen vid Keiouniversitetet, där han specialiserade sig på litteratur. Då hade han redan som nioåring tagit del av produktionen av Toei-filmen Tonchinkan happyakuyachō.
Suzuki började sin yrkesbana hos Tokuma Shoten, en mediekoncern där han fick en tjänst kort efter sin högskoleexamen. Han arbetade på veckotidningen Shūkan Asahi Geinō och blev 1978 redaktör för Tokumas nystartade filmtidskrift Animage. Som redaktör för Animage kom han i kontakt med Hayao Miyazaki, vars manga Nausicaä från Vindarnas dal 1982 hade börjat följetongpublices i tidningen. Han övertalade därefter Miyazaki till att låta omvandla mangan till en animerad långfilm och bidrog efter framgångarna med filmen till att 1985 grunda Studio Ghibli.
| ”                | Hade det inte varit för Mr. Suzuki, skulle det inte ha funnits något Studio Ghibli. | „ |
| – Hayao Miyazaki |                                                                                     |   |

Toshio Suzuki deltog som medlem av produktionskommittén för Studio Ghiblis första filmer. Som produktionsassistent för Kikis expressbud var han delansvarig för studions samarbete med TV-bolaget NTV, vilket var en av orsakerna till att filmen blev Studio Ghiblis första riktiga kassasuccé. Från och med 1991 års Omohide poro-poro tillträdde han som ansvarig producent för i princip alla studions långfilmsproduktioner och även för många av dess kortare filmer. Han har även producerat filmer utanför studion, inklusive 2004 års Innocence, som delvis finansierades av Studio Ghibli. Suzuki var styrelseordförande för Studio Ghibli 2005–2008 och är fortfarande dess VD.
November 2013 hade dokumentärfilmen Yume to kyōki no ōkoku ('Drömmarnas och galenskapens rike') premiär på japanska biografer. Filmen kretsar kring Suzuki, hans mångåriga kollegor Miyazaki och Takahata och deras bidrag till den japanska filmkonsten.

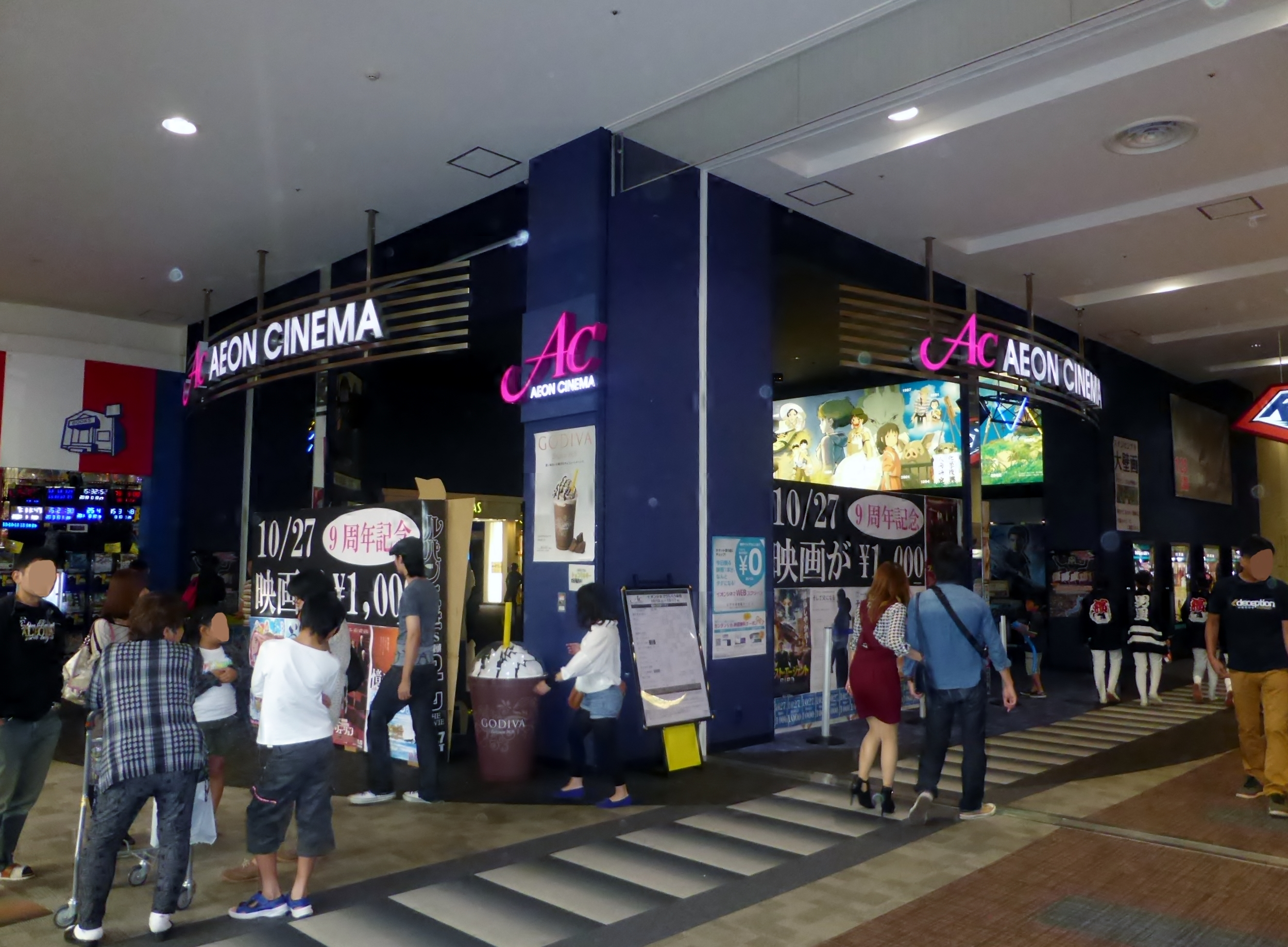
Toshio Suzuki har varit huvudproducent för Studio Ghiblis långfilmer sedan tidigt 1990-tal. Ghibli producerar ofta årets största japanska biosuccé. Här tar studions filmer upp hela den stora reklamtavlan inne i entrén till en japansk biograf.

## Filmografi

### Producent

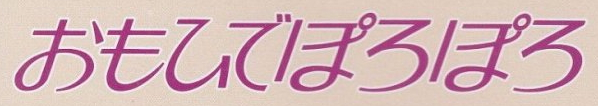
1991 års Omohide poro-poro var den första Studio Ghibli-film med Toshio Suzuki som ansvarig producent.

(filmerna kommer från Studio Ghibli om ej annat nämns)
- 1985 – Tenshi no tamago, Tokuma Shoten
- 1987 – Digital Devil monogatari megami tensei, Tokuma Shoten
- 1991 – The Heroic Legend of Arslan, Kadokawa Shoten
- 1991 – Minnen av igår
- 1992 – Porco Rosso
- 1993 – Jag kan höra havet
- 1994 – Pompoko
- 1995 – Om du lyssnar noga
- 1995 – On Your Mark (förfilm på bio till ovanstående)
- 1997 – Prinsessan Mononoke
- 1999 – Mina grannar Yamadas
- 2000 – Shiki-Jitsu, Studio Kajino
- 2000 – Ghiblies, (kortfilm, TV)
- 2001 – Spirited Away
- 2002 – Katternas rike
- 2002 – Ghiblies 2 (förfilm på bio till ovanstående)
- 2004 – Det levande slottet
- 2004 – Innocence, Production I.G
- 2005 – Doredore no uta
- 2006 – Legender från Övärlden
- 2008 – Ponyo på klippan vid havet
- 2010 – Lånaren Arrietty
- 2011 – Uppe på vallmokullen
- 2013 – Det blåser upp en vind
- 2014 – När Marnie var där
- 2023 – Pojken och hägern

### Produktionsassistent
- 1989 – Kikis expressbud

### Medlem av produktionskommittén
- 1984 – Nausicaä från Vindarnas dal, Topcraft
- 1986 – Laputa – Slottet i himlen
- 1988 – Eldflugornas grav
- 1987 – Min granne Totoro

### Seiyū
- 1995 – Om du lyssnar noga (vän till Shirō Nishi)
- 1997 – Princess Mononoke
- 2003 – Killers: .50 Woman (elak producent)
- 2006 – Tachiguishi-Retsuden (som Hiyashi Tanuki no Masa)

Källor: 

## Utmärkelser
- 2004 – Bästa film på annat språk än engelska, BAFTA Film Award (delad nominering med Hayao Miyazaki, för Spirited Away)
- 2012 – Bästa animerade långfilm, Asia Pacific Screen Award (nominerad, för Uppe på vallmokullen)
- 2013 – Bästa animerade långfilm, Asia Pacific Screen Award (nominerad, för Det blåser upp en vind)

Källa: 